# Iconv
iconv — утиліта UNIX (і однойменна бібліотека) для перетворення тексту з одного кодування в інше.

## Синтаксис
Перетворення файлів:
```
 iconv [-c] [-s] [-f encoding] [-t encoding] [inputfile …]
```

Перелік доступних кодувань:
```
 iconv -l
```

де:
- -f — кодування тексту, який перетворюється;
- -t — кодування, в яке потрібно перетворити;
- -c — символи, які не можуть бути перетворені просто викидаються. Інакше при появі подібної помилки програма аварійно завершується;
- -s — повідомлення про помилки не виводяться;
- -l — виводить список доступних кодувань.

Якщо кодування вхідного або вихідного файлу не вказано, то приймається що воно відповідає локалі системи.
Всі вхідні файли читаються по черзі, якщо не заданий параметр вхідного файлу, то використовується стандартний ввід, а конвертований текст виводиться на стандартний вивід.

## Використання
Приклад нижче показує, як перетворити текст, який подано в стандартний канал stdin з кодування windows-1251 в кодування поточної локалі. Перекодований текст видається в стандартний канал stdout
```
iconv
 
-f
 
WINDOWS-1251

```

Перетворити файл infile з кодування windows-1251 в UTF-8, результат записати в файл outfile:
```
iconv
 
-f
 
WINDOWS-1251
 
-t
 
utf-8
 
<infile>
 
-o
 
<outfile>

```